# Чемпионат мира по конькобежному спорту 1897
Чемпионат мира по конькобежному спорту в классическом многоборье среди мужчин 1897 года прошёл 5, 6 и 9 февраля на катке Crystal Stadium в Монреале, Канада. Это был пятый чемпионат мира по конькобежному спорту с официальным статусом и первый чемпионат мира проведённый не в Европе. Право проведения чемпионата было предоставлено Канаде, потому что она стала первым неевропейским членом Международного союза конькобежцев (ИСУ).
Забеги проводились на дистанциях 500, 1500, 5000 и 10 000 метров. В соревнованиях приняли участие 10 спортсменов из Канады, Германии и Норвегии. Для получения звания чемпиона требовалось победить на трёх дистанциях, серебряная и бронзовая медали не присуждались. Прежний трёхкратный чемпион мира Яап Эден закончил карьеру конькобежца в 1896 году и переключился на велосипед. Чемпионом мира стал канадец Джек МакКуллох, победивший на трёх дистанциях из четырёх.

## Ход состязаний
Норвежец Альфред Несс выиграл первую дистанцию 500 метров, установив рекорд мира. Канадец Джек МакКуллох победил на второй дистанции - 5000 метров. Согласно действовавшим тогда правилам, для получения титула чемпиона необходимо выиграть три дистанции, поэтому, только эти два спортсмена оставались претендентами на титул, при условии, что один из них победит на оставшихся двух дистанциях. На третьей дистанции (1500 метров) оба показали одинаковый результат 2.42,4. Для определения победителя на этой дистанции между ними был проведён дополнительный забег, в которым первым стал Джек МакКуллох. В оставшемся забеге на 10 000 метров также победил МакКуллох и стал чемпионом мира.        
Однако, через два дня обнаружили ошибку при измерении 5000-метровой трассы, её длина оказалась меньше — 4600 метров. Результаты были аннулированы, и на следующее утро (9 февраля) были проведены забеги на 5000 метров. К этому времени большинство конькобежцев уже покинули Канаду и только четыре спортсмена приняли участие. Маккаллох снова победил и подтвердил свой титул.

### Результаты
|     | Спортсмен        | Страна   | 500 м     | 4600 м      | 1500 м      | 1500 м финал | 10 000 м    | 5000 м      |
| 1   | Джек МакКуллох   | Канада   | 48,2 (2)  | 8.32,8 (1)  | 2.42,4 (1)  | 2.40,8 (1)   | 20.02,4 (1) | 9.25,4 (1)  |
| (2) | Джон Дэвидсон    | Канада   | 50,2 (5)  | 8.52,6 (3)  | 2.47,4 (4)  |              | 20.43,4 (3) | 10.00,6 (3) |
| NS4 | Юлиус Сейлер     | Германия | 48,6 *(3) | 8.47,6 (2)  | 2.43,2 (3)  |              | 20.42,2 (2) |             |
| NS4 | Чарльз Грин      | Канада   | 49,2 (4)  | 8.52,8 (4)  | 2.48,6 (6)  |              | 21.23,4 (4) |             |
| NS3 | Альфред Несс     | Норвегия | 46,8 (1)  | 9.01,5 (7)  | 2.42,4 (1)  | 2.41,2 (2)   |             |             |
| NS3 | Мартинус Лёрдахл | Норвегия | 50,6 *(6) | 8.55,0 (5)  | 2.52,4 *(8) |              |             | 9.39,2 (2)  |
| NS3 | Уильям Меррит    | Канада   | 50,8 (7)  | 8.57,0 (6)  | 2.52,0 (7)  |              |             |             |
| NS3 | Том Мур          | Канада   | 50,8 (7)  | 9.07,4 (8)  | 2.48,2 (5)  |              |             |             |
| NS3 | Альберт Ли       | Канада   | 56,0 (10) | 9.39,2 (10) | 3.08,8 (9)  |              |             | NF          |
| NS3 | Albert Pilkie    | Канада   | 53,4 (9)  | 9.15,6 (9)  | NF          |              |             |             |

* = с падением
NF = не закончил дистанцию
NS = не вышел на старт на дистанции